# Saint-Hippolyte (Québec)
Saint-Hippolyte è un comune del Canada, situato nella provincia del Québec, nella regione di Laurentides.